# Jean-Baptiste Jourdan
Jean-Baptiste, hrabě Jourdan (29. dubna 1762 v Limoges – 23. listopadu 1833 v Paříži) byl francouzský generál, maršál Francie v době prvního císařství.

## Život
Jourdan byl synem ranhojiče. Ve svých 16 letech vstoupil do armády, účastnil se tažení do Severní Ameriky a po návratu sloužil dále ve vojsku. Roku 1790 byl kapitánem národní gardy v Limoges a roku 1791 velitelem praporu u Severní armády a pod Dumouriezem se účastnil tažení do Holandska v letech 1792 a 1793. Během této akce se vyznamenal a již 30. července 1793 byl povýšen do hodnosti divizního generála. Poté, co se svou divizí bojoval v bitvě u Hondshoote (8. září 1793) je 2 dny poté jmenován vrchním velitelem armády na místo odvolaného generála Houcharda. Porazil Rakušany u Wattignies (16. října 1793), ale brzy poté pro svůj nesouhlas s plánem Výboru pro obecné blaho, podniknout zimní tažení, byl odvolán. Již na jaře roku 1794 byl však opět jmenován vrchním velitelem Moselské armády a poté armády na Máze a Sambře. Nejslavnějším Jourdanovým vítězstvím je bitva u Fleurus (26. června 1794), po které museli Rakušané ustoupit za Rýn. Jourdanova armáda pak obsadila 7. června 1795 pevnost Lucemburk, nato 6. září 1795 překročila Rýn a obsadila Kastel a Mohuč. Pak ovšem byl 11. října 1795 poražen u Hoechstu Clerfaytem a tím přinucen opět se stáhnout za Rýn. Následující rok opět překročil Rýn a obsadil značnou část Horní Falce a pak 24. srpna 1796 u Ambergu a 3. září 1796 u Würzburgu byl rozhodně poražen arcivévodou Karlem a s velkými ztrátami se stáhl do Düsseldorfu a zde složil velení. Výtky a obvinění, kterými byl po ústupu zavalen, se později snažil vyvrátit ve spisu „Memoires pour servir á l'histoire de la campagne de 1796“ (Paříž, 1819). V březnu 1797 byl zvolen do Rady pěti set.
Roku 1799 se stal vrchním velitelem Dunajské armády a 1. března 1799 překročil při Basileji Rýn. Byl však následně opakovaně arcivévodou Karlem poražen u Ostrachu (21. března 1799) a u Stockachu (25. března 1799) a poté odvolán. Svůj postup se snažil obhájit ve spisu „Precis des operations de l’armée du Danube sous les ordres du general Jourdan“ (Paříž 1799).

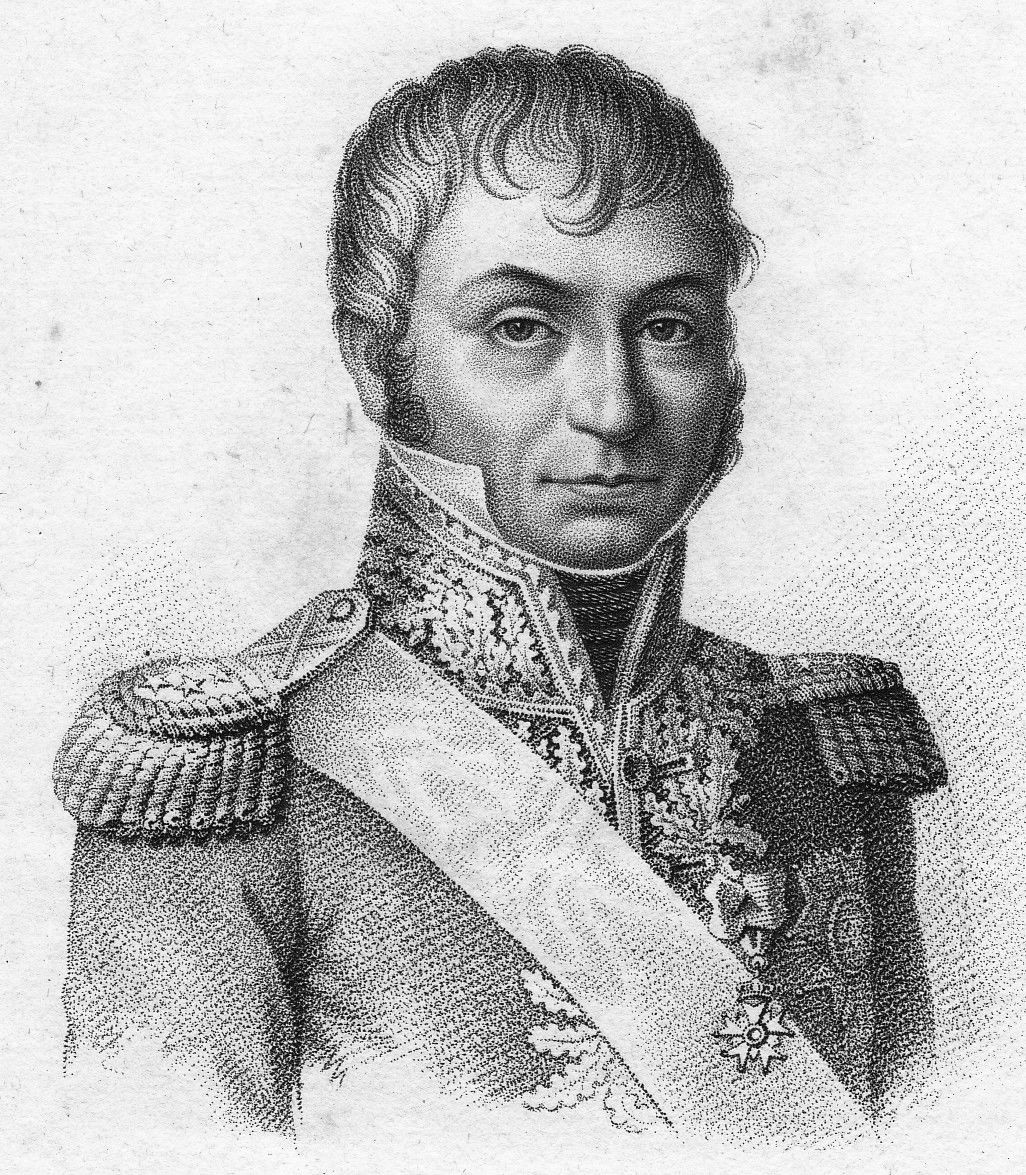
Jean-Baptiste Jourdan

Při převratu 18. brumaire (9. listopadu 1799) se zachoval, přes své republikánské přesvědčení, neutrálně. Byl pak roku 1800 pověřen prvním konzulem obranou Piemontu. Tohoto úkolu se Jourdan zhostil výborně. Roku 1803 stal se senátorem a roku 1804 povýšil jej císař do hraběcího stavu a 19. května 1804 povýšil jej opět do nejvyšší vojenské hodnosti maršála Francie. Byl zahrnut funkcemi včetně členství ve Státní radě, ale nikdy jej již císař nepověřil samostatným velením. Roku 1806 byl jmenován guvernérem Neapole a roku 1808 následoval krále Josefa do Španělska, kde se stal královým vojenským poradcem a šéfem španělského generálního štábu. Tyto funkce vykonával s přestávkou 1809–1812 až do roku 1814. Po druhé restauraci roku 1815 se stal předsedou tribunálu soudícího maršála Neye, který však prohlásil se nezpůsobilým k odsouzení paira. Roku 1816 se stal Jourdan velitelem 7. divize a roku 1819 byl králem Ludvíkem XVIII. jmenován pairem. Revoluci roku 1830 přivítal s nadšením a na několik dní se stal ministrem zahraničí Francie, aby se 11. srpna 1830 stal guvernérem Invalidovny. Zemřel 13. listopadu 1833 a je pochován v kryptě Invalidovny v Paříži.

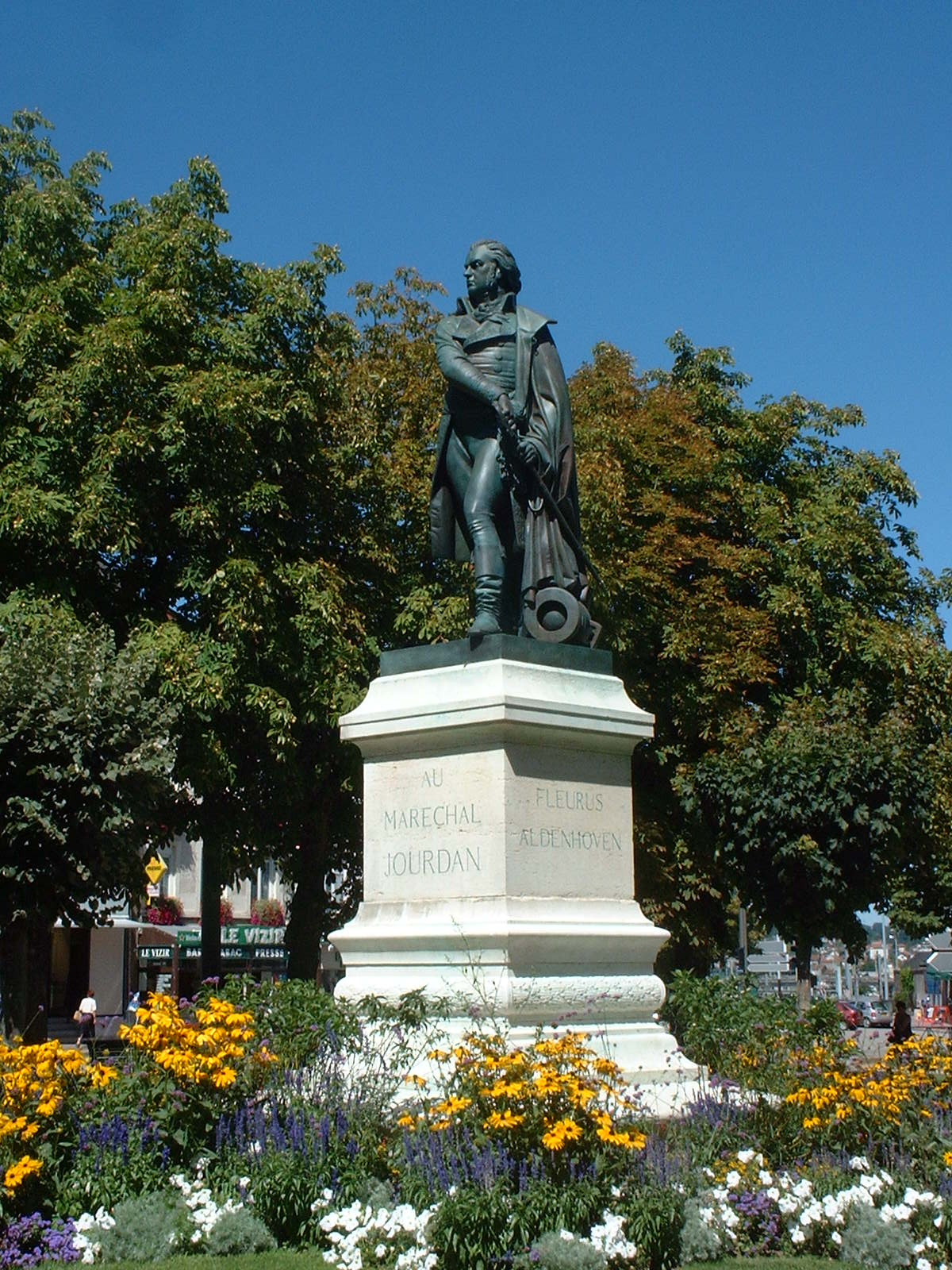
Jourdanova socha v Limoges